# Thomas Pigor
 (décembre 2021).
Si vous disposez d'ouvrages ou d'articles de référence ou si vous connaissez des sites web de qualité traitant du thème abordé ici, merci de compléter l'article en donnant les références utiles à sa vérifiabilité et en les liant à la section « Notes et références ».
Thomas Pigor (né en mai 1956 à Alzey) est un chansonnier allemand, moitié du duo Pigor & Eichhorn.

## Biographie
Thomas Pigor va dans une école primaire catholique d'Unsleben en 1962. De 1966 à 1975, il suit des cours de violon et apprend la guitare en autodidacte. Il obtient l'abitur en 1975 au Rhön-Gymnasium de Bad Neustadt an der Saale. Il fait des études de chimie à l'université de Wurtzbourg en 1982 mais ne travaillera jamais dans ce domaine. De 1988 à 1991, il reçoit des cours de chant de L. Meichsner.
Pigor est un artiste de cabaret musical avec divers programmes scéniques depuis la fin des années 1970, par exemple en 1991 avec Irene Rindje. Ses textes font souvent référence à l'actualité. Depuis 1995, il travaille régulièrement avec le pianiste et cabarettiste Benedikt Eichhorn, formant un duo Pigor & Eichhorn.
Pigor est membre de la compagnie musicale berlinoise College of Hearts de 1983 à 1992. Dans les quatre premières productions New York muss brennen (1983), King Kurt (1985), Casanova (1987) et Blutiger Honig (1988) ainsi que dans Der Gestiefelte, (1992), il est auteur et acteur, pour Harry Stark (1989) il est également metteur en scène.
D'autres comédies musicales dont il est l'auteur sont Die falschen Fuffziger (Neuköllner Oper, 1993), Im Schatten der Hochbahn (Theater am Halleschen Ufer, 1994), 30 60 90 (Theater des Westens, 1998) ainsi que Erhöhte Temperatur (2008) et Roulette (2010), tous deux au Staatstheater Saarbrücken. En 2011, il écrit une adaptation du livret de l'opérette Orphée aux Enfers pour le Staatsoper Unter den Linden. L'opérette Drei Männer im Schnee, basée sur le roman d'Erich Kästner, est créée en 2019 au Gärtnerplatztheater de Munich. En 2021, il signe une adaptation pour le théâtre allemand de Monty Python : La Vie de Brian.
Pigor écrit également des paroles et de la musique pour d'autres artistes, notamment pour Tim Fischer, Max Raabe, Walter Moers, Queen Bee (Ina Müller), Désirée Nick, les Missfits et les Berlin Comedian Harmonists. Les chansons de Pigor sont aussi interprétées par Thomas Quasthoff et Jan Böhmermann.
À partir de novembre 2010, Thomas Pigor compose la Chanson des Monats pour la Südwestrundfunk sur des sujets d'actualités, diffusée aussi par ARD et Deutschlandfunk. Pigor fait la 100e chanson en décembre 2018. Un livre est alors publié en coopération avec l'illustrateur Burkhard Neie et un CD avec toutes les chansons du mois.

## Source de la traduction
- (de) Cet article est partiellement ou en totalité issu de l’article de Wikipédia en allemand intitulé « Thomas Pigor » (voir la liste des auteurs).

1. ↑  (de) Britta Schultejans, « Komisches Oratorium mit Schuhplattler », sur Rheinische Post, 2021 (consulté le 20 décembre 2021)
2. ↑  (de) Gunda Bartels, « "Der Berliner sitzt da und sagt: Mach mal" », sur Der Tagesspiegel, 2016 (consulté le 20 décembre 2021)